# タンペレ (小惑星)
タンペレ (1497 Tampere) は小惑星帯に位置する小惑星。フィンランドの天文学者ユルィヨ・バイサラがトゥルクで発見した。
フィンランドの都市、タンペレに因んで命名された。